# 下長
下長（しもなが）は、青森県八戸市の地名。下長一丁目から八丁目まである。郵便番号039-1164。

## 地理
下長は、八戸市の中央部より北寄りに位置する住宅街である。
北に河原木・西に長苗代、東に八太郎・高州、河原木団地、南に石堂が位置する。
鉄道の駅はない。幹線道路は、国道45号線、青森県道8号八戸野辺地線、青森県道19号八戸百石線が通じている。

## 歴史

### 下長苗代村
下長は1942年まで三戸郡下長苗代村の一部だった。

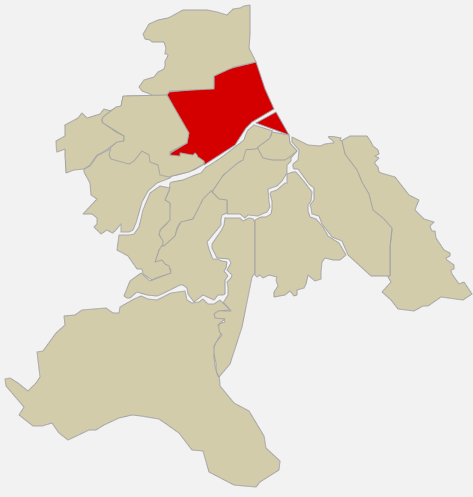
1942年までの下長苗代村の行政区

## 世帯数と人口
2017年（平成29年）4月30日現在の世帯数と人口は以下の通りである。
| 丁目       | 世帯数    | 人口    |
| ---------- | --------- | ------- |
| 下長一丁目 | 484世帯   | 1,066人 |
| 下長二丁目 | 357世帯   | 811人   |
| 下長三丁目 | 320世帯   | 683人   |
| 下長四丁目 | 641世帯   | 1,363人 |
| 下長五丁目 | 452世帯   | 1,079人 |
| 下長六丁目 | 248世帯   | 571人   |
| 下長七丁目 | 106世帯   | 212人   |
| 下長八丁目 | 364世帯   | 791人   |
| 計         | 2,972世帯 | 6,576人 |

## 教育機関
- 八戸市立下長小学校（下長地区西側の外れに位置する。住所は長苗代）
- 八戸市立下長中学校（下長地区西側の外れに位置する。住所は河原木）

## 施設
- 八戸市役所 下長支所
- 国土交通省 東北地方整備局 青森河川国道事務所 八戸国道出張所
- 八戸消防署河原木分遣所
- ユニバース下長店
- 青森みちのく銀行河原木支店・多賀台支店
- 青い森信用金庫下長支店
- 北日本銀行河原木支店
- しまむら下長店
- ヤクルト八戸スイミングスクール
- スーパードラッグアサヒ八戸店